# پردنیزولون تبوتات
پردنیزولون تبوتات (انگلیسی: Prednisolone tebutate) یک کورتیکواستروئید گلوکوکورتیکوئید مصنوعی و یک استر کورتیکواستروئیدی است.